# Sint-Laureins
Sint-Laureins (fr. Saint-Laurent) – miejscowość i gmina (gemeente) w Belgii, w Regionie Flamandzkim, w prowincji Flandria Wschodnia, w okręgu Eeklo.

## Podział administracyjny
W skład gminy wchodzą cztery dzielnice (deelgemeente):
- Sint-Jan-in-Eremo
- Sint-Margriete (Sainte-Marguerite)
- Waterland-Oudeman
- Watervliet

## Demografia
- Źródła: NIS, od 1806 do 1981= według spisu; od 1990 liczba ludności w dniu 1 stycznia

1 stycznia 2024 całkowita populacja Sint-Laureins liczyła 7016 osób. Łączna powierzchnia gminy wynosi 74,54 km², co daje gęstość zaludnienia 94 mieszkańców na km².